# Малсука
Малсука (malsouka; араб. ملسوقة , також malsouqa ) або варка (warqa;  араб. ورقة ), також відоме як листи бріку (араб. ورق البريك , фр. feuilles de brick) або листи буреку (ورق البوراك) або діул (dioul; араб. ديول), це маґрибський лист тіста, що нагадує філо    . Воно товще, ніж філо  і на відміну від філо  створюється шляхом викладення тонких, як вафля, шарів тіста на розігріту сковороду, а не розкачування сирого тіста. 
Є багато застосувань для тіста, в тому числі таджін малсука, пастілла, самса, брік , пахлава.